# لوري إل. لاك
لوري إل. لاك (بالإنجليزية: Lori L. Lake)‏ (9 فبراير 1960، بورتلاند في الولايات المتحدة)؛ روائية أمريكية.